# Bistum Seleucobelus
Koordinaten: 35° 48′ 46,8″ N, 36° 19′ 24″ O
Das Bistum Selecobelus, auch Bistum Seleuco ad Belus/Belum war ein frühchristlich-byzantinisches Bistum in der antiken Stadt Seleucobelus (oder Seleucia ad Belus/Belum) in der römischen Provinz Syria Coele bzw. ab 400 in der spätrömisch-byzantinischen Provinz Syria Secunda, wahrscheinlich im heutigen Dschisr asch-Schughur (Gouvernement Idlib, Syrien). 363 ist erstmals ein Bischof und damit die Existenz des Bistums sicher belegt. Nach der arabischen Eroberung 636/38 von Syrien ging der Bischofssitz zu einem nicht bekannten Zeitpunkt unter.

## Lage und Geschichte
Die genaue Lage der antiken Stadt Seleucobelus (oder Seleucia ad Belum/Belus) ist nicht sicher bekannt. In älteren Werken wird sie westlich von Apamea am Orontes vermutet. In neueren Werken herrscht ebenfalls noch keine Einigkeit. Fergus Millar verortet die Stadt auf seiner Karte ca. 18 km südwestlich von Larissa (Schaizar), ohne jedoch auf den Ort näher einzugehen. Sie müsste nach seiner Karte im Bereich der Orte Qurayyat und Al-Laqbah (Gouvernement Hama) gelegen haben. Dodgeon und Lieu identifizieren den Ort mit einem heutigen Seluqiye am Orontes, ein Ort dieses Namens konnte auf modernen Karten (bisher) nicht lokalisiert werden. Nach Getzel Cohen muss der Zusatz ad Belus als am Orontes gelegen interpretiert werden, wobei der Zusatz Belus ein anderer Name des Orontes sei. Seleucia ad Belus müsste also nach seiner Interpretation am Orontes gelegen haben; eine genauere Lage gibt er aber nicht an. Kevin Butcher folgt der Interpretation ad Belus= am Orontes und verortet Seleucia ad Belus (mit Fragezeichen) in seiner Abbildung 48 ca. 50 km nordnordwestlich von Apamea am Orontes (heute Dschisr asch-Schughur, Gouvernement Idlib, Syrien). Hier befanden sich schon in römischer Zeit eine größere Siedlung an der Kreuzung zweier wichtiger Handelsstraßen und eine Brücke über den Orontes. Daher wird dieser Lokalisierung des Ortes Seleucobelus der Vorzug gegeben. In römischer Zeit gehörte der Ort zur Provinz Syria Coele, mit der Teilung der Provinz um 400 fiel Seleucobelus wohl an die Provinz Syria Secunda (oder auch Syria Salutaris genannt), allerdings hart an der Grenze zur Provinz Syria Prima.
363 ist mit Aristonius erstmals ein Bischof von Seleucobelus genannt und damit die Existenz des Bistums bestätigt. Bisher ist nicht sicher bekannt, ob diese vergleichsweise späte Erwähnung auf eine Überlieferungslücke oder eine späte Errichtung des Bischofssitzes zurückzuführen ist. Die legendenhafte Erwähnung eines Bischofs Quintilianus vor Bischof Aristonius durch Le Quien und Gams könnte daher eher auf eine Überlieferungslücke hindeuten. Allerdings ist die Zuordnung dieses Quintilianus zur Stadt Seleucobelus ebenfalls nicht ganz gesichert. Kirchenrechtlich war das Bistum Seleucobelus ein Suffraganbistum des Metropolitansitzes Apamea im Patriarchat von Antiochia.

## Bischöfe
- Quintilianus[5][6][7]
- 363 Aristonicus[5][6][7]
- 381 Marcianus, nahm am Ersten Konzil von Konstantinopel teil[5][6][7]
- 431 Diogenes,[5][6]
- 451 Eusebius, nahm am Konzil von Chalcedon teil[5][6]
- 458 Elias[5][6]
- 536 Cyriacus[5][6]

Nach der Schlacht am Jarmuk 636 eroberten die Araber im Laufe der nächsten zwei Jahre ganz Syrien. Der Bischofssitz ging dann in den folgenden Jahrhunderten zu einem nicht genauer bestimmbaren Zeitpunkt unter.
Die Kreuzfahrer haben diesen Ort nicht erobert, und daher wurde auch kein lateinischer Bischofssitz in der Zeit der Kreuzzüge errichtet. Hinweise, dass ein orthodoxer Bischofssitz damals noch existierte, fehlen ebenfalls.